# 오슬기
오슬기(1988년 1월 4일 ~)는 대한민국의 가수다. 2013년 디지털 싱글 앨범 [Mini Drama]로 데뷔했다.

## 학력
- 호원대학교 실용음악과

## 방송
- 보이스 코리아 1 (2012) - Top48

## 음반
- Mini Drama (2013)
- 취해서 (Drunken) (2015)
- 다이엍쏭 (2016)

## 공연
- 공감 콘서트 - 인천 (2012)
- 백영규의 공감콘서트 - 인천 (2012)
- 5wesome (2014)

## 피처링
- 스틸피엠 - No Way (2013)
- MC스나이퍼 - 갱스터 (2016)
- 뉴올 - Love Carnival (2016)
- 스컬 - Never Cry (2016)
- 쿨러닝 - Bolt&Volt (볼탄볼) (2017)